# Bostrychus expatria
Bostrychus expatria är en fiskart som först beskrevs av Herre 1927.  Bostrychus expatria ingår i släktet Bostrychus och familjen Eleotridae. IUCN kategoriserar arten globalt som sårbar. Inga underarter finns listade.